# Balzac (Charente)
 Balzac  es una población y comuna francesa, en la región de Poitou-Charentes, departamento de Charente, en el distrito de Angoulême y cantón de Le Gond-Pontouvre.

## Demografía
| 957 | 1 016 | 905 | 961 | 968 | abs. | 942 | 928 | 918 | 838 | 815 | 785 | 780 | 768 | 798 | 727 | 705 | 688 | 708 | 644 | 612 | 605 | 623 | 613 | 621 | 644 | 606 | 687 | 809 | 934 | 1 185 | 1 237 |
| Para los censos de 1962 a 1999 la población legal corresponde a la población sin duplicidades (Fuente: INSEE [Consultar]) |       |     |     |     |      |     |     |     |     |     |     |     |     |     |     |     |     |     |     |     |     |     |     |     |     |     |     |     |     |       |       |